# 자르넨호
자르넨 호수(독일어: Sarnersee)는 스위스 옵발덴주의 호수이다. 호수는 룽게른 호수에서 자르넨 호수를 통해 루체른 호수로 흐르는 자르너 아강에 있다. 자르넨과 자흐젤른 지자체는 호수 기슭에 위치하고 있으며, 브뤼닉선은 동쪽 해안을 따라간다.
호수 면적은 약 7.5k㎡이고 최대 깊이는 51m이다. 길이는 약 5.7km이고, 가장 넓은 곳의 너비는 1.6km이다.
호수는 조지프 터너가 1842년경 그린 수채화의 주제이며, 제목은 자르넨 호수의 저녁(The Sarner See, Evening)이다.